# Пентасульфид диталлия
Пентасульфид диталлия — бинарное неорганическое соединение
таллия и серы
с формулой Tl2S5,
кристаллы.

## Получение
- Нагревание стехиометрической смеси чистых веществ:

{\displaystyle {\mathsf {2Tl+5S\ {\xrightarrow {112^{o}C}}\ Tl_{2}S_{5}}}}

## Физические свойства
Пентасульфид диталлия образует кристаллы нескольких модификаций:
- красные кристаллы ромбической сингонии, пространственная группа P 212121, параметры ячейки a = 0,666 нм, b = 0,652 нм, c = 1,675 нм, Z = 4;
- чёрные кристаллы ромбической сингонии, пространственная группа P bcn, параметры ячейки a = 2,345 нм, b = 0,8877 нм, c = 1,057 нм, Z = 12[1][2].

Соединение образуется по перитектической реакции при температуре 112 °C (124 °C).